# Goya 2000
Die 14. Verleihung des Goya fand am 29. Januar 2000 im L’Auditori in Barcelona statt. Der spanische Filmpreis wurde in 26 Kategorien vergeben. Als Gastgeberin führte die Schauspielerin Antonia San Juan durch den Abend.
Pedro Almodóvars Tragikomödie Alles über meine Mutter, die später bei der 72. Oscarverleihung in der Kategorie Bester fremdsprachiger Film ausgezeichnet wurde, führte in diesem Jahr mit 14 Nominierungen das Feld der Nominierten an und ging schließlich in sieben Kategorien siegreich hervor. Neben José Luis Cuerdas La lengua de las mariposas (13 Nominierungen, ein Goya) mussten sich auch Benito Zambranos Drama Solas, das 1999 auf der Berlinale prämiert worden war, und Gracia Querejetas bei sieben Nominierungen leer ausgegangener Film Zeit der Rückkehr in der Kategorie Bester Film Almodóvars Alles über meine Mutter geschlagen geben. Solas konnte am Ende elf Nominierungen in fünf Preise umsetzen.
Carlos Sauras Filmbiografie Goya über den Maler Francisco de Goya, nach dem der Filmpreis benannt ist, gewann bei zehn Nominierungen ebenfalls fünf Goyas, darunter Francisco Rabal als bester Hauptdarsteller. Als beste Hauptdarstellerin wurde Cecilia Roth für ihre Darstellung der Manuela in Alles über meine Mutter ausgezeichnet. Als beste Nebendarsteller konnten sich Juan Diego mit París Tombuctú und María Galiana mit Solas durchsetzen. Die von der Kritik hochgelobte und bei Filmpreisen äußerst erfolgreiche Tragikomödie Das Leben ist schön des Italieners Roberto Benigni wurde als bester europäischer Film prämiert. Das Leben, ein Pfeifen des Kubaners Fernando Pérez konnte sich als bester ausländischer Film in spanischer Sprache durchsetzen.
Mit dem diesjährigen Ehren-Goya wurde Antonio Isasi-Isasmendi ausgezeichnet, der in seiner seit den 1940er Jahren andauernden Filmkarriere als Regisseur, Drehbuchautor, Filmeditor und Produzent tätig war.

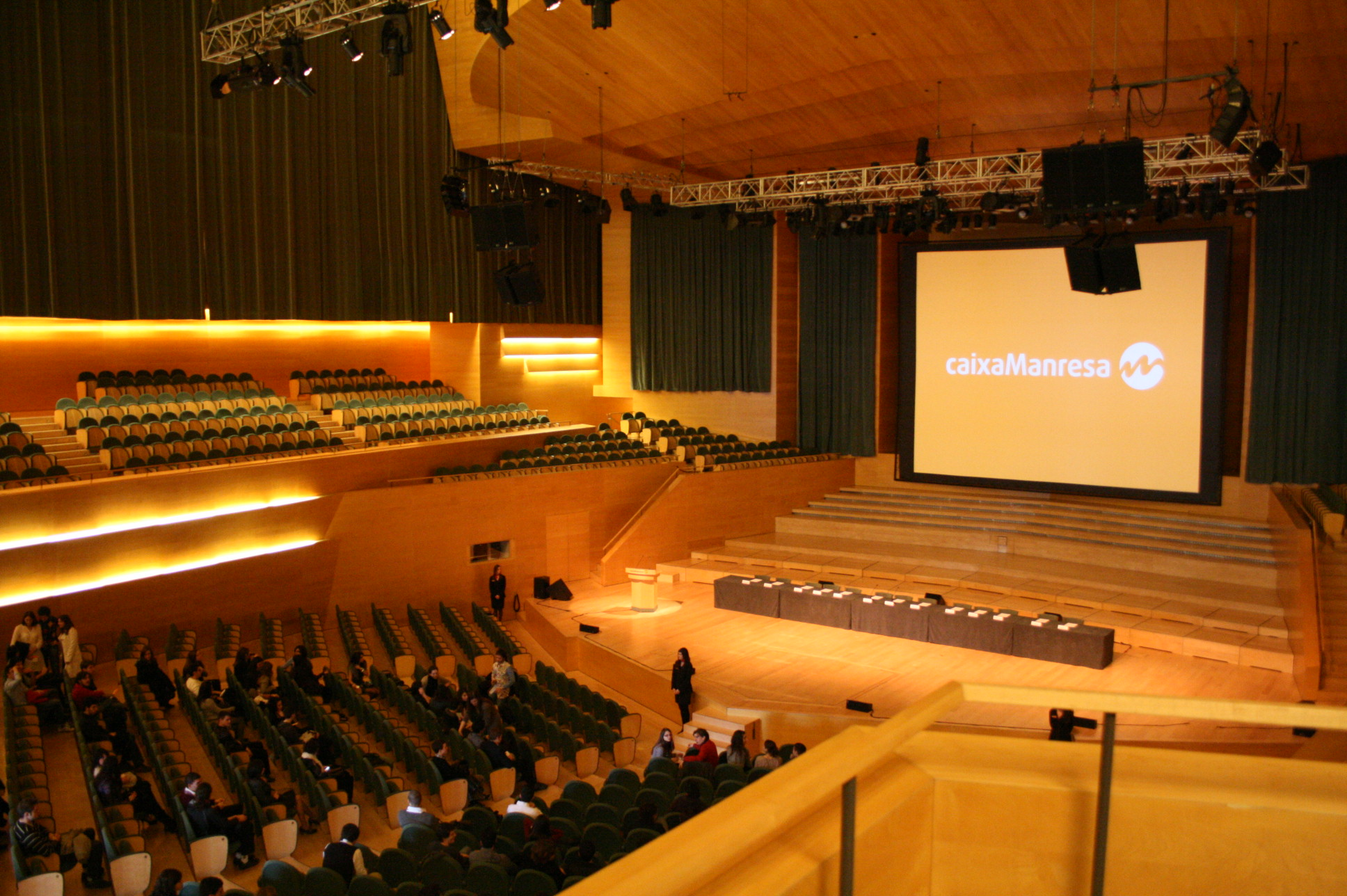
Der Konzertsaal des L’Auditori, der Veranstaltungsort der Verleihung

## Gewinner und Nominierte
| Statistik (Filme mit mehr als einer Nominierung) N=Nominierung; A=Auszeichnung |    |   |
| Film                                                                           | N  | A |
| Alles über meine Mutter                                                        | 14 | 7 |
| La lengua de las mariposas                                                     | 13 | 1 |
| Solas                                                                          | 11 | 5 |
| Goya                                                                           | 10 | 5 |
| Zeit der Rückkehr                                                              | 7  | 0 |
| Volavérunt                                                                     | 4  | 0 |
| Amigo / amado                                                                  | 3  | 0 |
| Bruderschaft des Todes                                                         | 2  | 1 |
| Blumen aus einer anderen Welt                                                  | 2  | 0 |
| La mujer más fea del mundo                                                     | 2  | 0 |

### Bester Film (Mejor película)
Alles über meine Mutter (Todo sobre mi madre) – Regie: Pedro Almodóvar
- Zeit der Rückkehr (Cuando vuelvas a mi lado) – Regie: Gracia Querejeta
- Solas – Regie: Benito Zambrano
- La lengua de las mariposas – Regie: José Luis Cuerda

### Beste Regie (Mejor dirección)
Pedro Almodóvar – Alles über meine Mutter (Todo sobre mi madre)
- José Luis Cuerda – La lengua de las mariposas
- Gracia Querejeta – Zeit der Rückkehr (Cuando vuelvas a mi lado)
- Benito Zambrano – Solas

### Beste Nachwuchsregie (Mejor dirección novel)
Benito Zambrano – Solas
- María Ripoll – Lieber gestern als nie … (The Man with Rain in His Shoe)
- Miguel Bardem – La mujer más fea del mundo
- Mateo Gil – Bruderschaft des Todes (Nadie conoce a nadie)

### Bester Hauptdarsteller (Mejor actor)
Francisco Rabal – Goya (Goya en Burdeos)
- José María Pou – Amigo / amado
- Jordi Mollà – Segunda piel
- Fernando Fernán Gómez – La lengua de las mariposas

### Beste Hauptdarstellerin (Mejor actriz)
Cecilia Roth – Alles über meine Mutter (Todo sobre mi madre)
- Ariadna Gil – Lágrimas negras
- Carmen Maura – Im Schatten von Lissabon (Lisboa)
- Mercedes Sampietro – Zeit der Rückkehr (Cuando vuelvas a mi lado)

### Bester Nebendarsteller (Mejor actor de reparto)
Juan Diego – París Tombuctú
- Álex Angulo – Muertos de risa
- José Coronado – Goya (Goya en Burdeos)
- Mario Gas – Amigo / amado

### Beste Nebendarstellerin (Mejor actriz de reparto)
María Galiana – Solas
- Candela Peña – Alles über meine Mutter (Todo sobre mi madre)
- Adriana Ozores – Zeit der Rückkehr (Cuando vuelvas a mi lado)
- Julieta Serrano – Zeit der Rückkehr (Cuando vuelvas a mi lado)

### Bester Nachwuchsdarsteller (Mejor actor revelación)
Carlos Álvarez-Nóvoa – Solas
- Manuel Lozano – La lengua de las mariposas
- Luis Tosar – Blumen aus einer anderen Welt (Flores de otro mundo)
- Eduard Fernández – Los lobos de Washington

### Beste Nachwuchsdarstellerin (Mejor actriz revelación)
Ana Fernández – Solas
- María Botto – Celos
- Antonia San Juan – Alles über meine Mutter (Todo sobre mi madre)
- Silvia Abascal – La fuente amarilla

### Bestes Originaldrehbuch (Mejor guion original)
Benito Zambrano – Solas
- Pedro Almodóvar – Alles über meine Mutter (Todo sobre mi madre)
- Manuel Gutiérrez Aragón, Elías Querejeta und Gracia Querejeta – Zeit der Rückkehr (Cuando vuelvas a mi lado)
- Icíar Bollaín und Julio Llamazares – Blumen aus einer anderen Welt (Flores de otro mundo)

### Bestes adaptiertes Drehbuch (Mejor guion adaptado)
Rafael Azcona – La lengua de las mariposas
- Paz Alicia Garciadiego – Keine Post für den Oberst (El coronel no tiene quien le escriba)
- Miguel Albaladejo und Elvira Lindo – Manolito Gafotas
- Josep María Benet i Jornet – Amigo / amado

### Beste Produktionsleitung (Mejor dirección de producción)
Esther García – Alles über meine Mutter (Todo sobre mi madre)
- Carmen Martínez Rebé – Goya (Goya en Burdeos)
- Eduardo Santana – Solas
- Emiliano Otegui – La lengua de las mariposas

### Beste Kamera (Mejor fotografía)
Vittorio Storaro – Goya (Goya en Burdeos)
- Affonso Beato – Alles über meine Mutter (Todo sobre mi madre)
- Paco Femenia – Volavérunt
- Javier G. Salmones – La lengua de las mariposas

### Bester Schnitt (Mejor montaje)
José Salcedo – Alles über meine Mutter (Todo sobre mi madre)
- Julia Juaniz – Goya (Goya en Burdeos)
- Fernando Pardo – Solas
- Ignacio Cayetano Rodriguez – La lengua de las mariposas

### Bestes Szenenbild (Mejor dirección artística)
Pierre-Louis Thévenet – Goya (Goya en Burdeos)
- Luis Vallés – Volavérunt
- Josep Rosell – La lengua de las mariposas
- Antxón Gómez – Alles über meine Mutter (Todo sobre mi madre)

### Beste Kostüme (Mejor diseño de vestuario)
Pedro Moreno – Goya (Goya en Burdeos)
- Bina Daigeler und José María De Cossío – Alles über meine Mutter (Todo sobre mi madre)
- Franca Squarciapino – Volavérunt
- Sonia Grande – La lengua de las mariposas

### Beste Maske (Mejor maquillaje y peluquería)
José Quetglás, Blanca Sánchez und Susana Sánchez – Goya (Goya en Burdeos)
- Lourdes Briones, Manolo Carretero, Annie Marandin und Paillete Marandin – Volavérunt
- Ana López Puigcerver und Teresa Rabal – La lengua de las mariposas
- Juan Pedro Hernández und Jean Jacques Puchu – Alles über meine Mutter (Todo sobre mi madre)

### Beste Spezialeffekte (Mejores efectos especiales)
Raúl Romanillos, Emilio Ruiz del Río, Manuel Hornillo und José Nuñez – Bruderschaft des Todes (Nadie conoce a nadie)
- Reyes Abades und Fabrizio Storaro – Goya (Goya en Burdeos)
- Reyes Abades, David Martí, Alejandro Álvarez und José Álvarez – La mujer más fea del mundo
- Reyes Abades, José María Aragonés und Poli Cantero – La ciudad de los prodigios

### Bester Ton (Mejor sonido)
José Antonio Bermúdez, Diego Garrido und Miguel Rejas – Alles über meine Mutter (Todo sobre mi madre)
- Carlos Faruolo, Patrick Ghislain und Jorge Marín – Solas
- Patrick Ghislain, Daniel Goldstein und Ricardo Steinberg – La lengua de las mariposas
- Carlos Faruolo, Jaime Fernández, Alfonso Pino und Alfonso Raposo – Goya (Goya en Burdeos)

### Beste Filmmusik (Mejor música original)
Alberto Iglesias – Alles über meine Mutter (Todo sobre mi madre)
- Ángel Illarramendi – Zeit der Rückkehr (Cuando vuelvas a mi lado)
- Alejandro Amenábar – La lengua de las mariposas
- Antonio Meliveo – Solas

### Bester Kurzfilm (Mejor cortometraje de ficción)
Siete cafés por semana – Regie: Juana Macías Alba
- El paraíso perdido – Regie: Jaime Marqués
- El cuarto oscuro – Regie: Guillem Morales
- Lencería de ocasión – Regie: Teresa Marcos
- Obsesión – Regie: Carlos Esteban

### Bester animierter Kurzfilm (Mejor cortometraje de animación)
Los girasoles – Regie: José Lagares und Manuel Lagares
- Animal – Regie: Miguel Díez Lasangre
- Podría ser peor – Regie: Damián Perea
- Smoke City – Regie: Edu Martín und Mario Tarradas
- William Wilson – Regie: Jorge Dayas

### Bester Dokumentarkurzfilm (Mejor cortometraje documental)
Lalia – Regie: Sílvia Munt
- El olvido de la memoria – Regie: Iñaki Elizalde
- Positivo – Regie: Pilar García Elegido

### Bester Animationsfilm (Mejor película de animación)
Goomer – Regie: José Luis Feito und Carlos Varela

### Bester europäischer Film (Mejor película europea)
Das Leben ist schön (La vita è bella), Italien – Regie: Roberto Benigni
- Es beginnt heute (Ça commence aujourd’hui), Frankreich – Regie: Bertrand Tavernier
- Dinner für Spinner (Le Dîner de cons), Frankreich – Regie: Francis Veber
- Schwarze Katze, weißer Kater (Crna macka, beli macor), Jugoslawien/Frankreich/Deutschland – Regie: Emir Kusturica

### Bester ausländischer Film in spanischer Sprache (Mejor película extranjera de habla hispana)
Das Leben, ein Pfeifen (La vida es silbar), Kuba – Regie: Fernando Pérez
- Del olvido al no me acuerdo, Mexiko – Regie: Juan Carlos Rulfo
- Mundo grúa – Die Welt der Kräne (Mundo grúa), Argentinien – Regie: Pablo Trapero
- Golpe de estadio, Kolumbien – Regie: Sergio Cabrera

## Ehrenpreis (Goya de honor)
- Antonio Isasi-Isasmendi, spanischer Drehbuchautor, Regisseur, Filmeditor und Filmproduzent